# Bodrišna vas
Bodrišna vas je naselje v Občini Šmarje pri Jelšah.